# Fritz Miklas
Friedrich „Fritz“ Miklas (* 1950 in Wien) ist ein österreichischer Basketballtrainer und ehemaliger -nationalspieler.

## Laufbahn
Der 1,93 Meter große Miklas, der in einer Wohnung im Schloss Schönbrunn aufwuchs, spielte Basketball zunächst beim SK Handelsministerium in Wien, später dann beim UBSC Wien, bei UKJ St. Pölten und beim BK Klosterneuburg. Als Spieler wurde er mit UBSC Wien 1974, 1975 und 1976 Staatsmeister, 1978 dann mit Klosterneuburg. Er wurde österreichischer Teamspieler, nachdem er bereits 1968 mit Österreich an der Junioren-Europameisterschaft in Spanien teilgenommen hatte, und gehörte 1977 zum „Wunderteam“ um Erich Tecka, das den Durchmarsch von der C- in die A-Gruppe schaffte und sich für die EM 1977 in Belgien qualifizierte. Beim dortigen Turnier erzielte Miklas in sieben EM-Einsätzen im Durchschnitt 5,1 Punkte je Begegnung. 1980 nahm er mit der Nationalmannschaft an der Ausscheidungsrunde zu den Olympischen Sommerspielen teil. Er bestritt zwischen 1969 und 1981 64 Länderspiele für Österreich. Als Spieler verbrachte er insgesamt 16 Jahre in der Bundesliga, zwölf Jahre lang gehörte er zur Nationalmannschaft. Er bestritt zudem zahlreiche Spiele im Europapokal.
Im Spieljahr 1981/82 trainierte den BK Klosterneuburg in der Bundesliga. 1982 übernahm er beim UBC Mattersburg das Amt des Spielertrainers, mit dem ihm in seinem zweiten Amtsjahr der Aufstieg in die Bundesliga gelang. 1986 ging er als Trainer nach Innsbruck und fungierte dort in der Bundesliga als Spielertrainer. Gleiches tat er 1987/88 in Mattersburg. In einer zweiten Mattersburger Amtszeit war Miklas von 1988 bis 1991 für den Bundesligaverein als Cheftrainer tätig. 1993/94 betreute er die Basket Flyers Wien als Trainer in der Bundesliga, 1995/96 UKJ Mistelbach. Miklas war ab 1996 Trainer beim Zweitligisten WAT Wieden (beziehungsweise dem Nachfolgeverein BC Vienna). 1999 machte er den damals 25-jährigen Raoul Korner zu seinem Nachfolger, Miklas wurde dessen Co-Trainer und übernahm Manageraufgaben. Ab der Saison 2002/03 betreute er die Mannschaft von Union Deutsch-Wagram, mit der 2004 der Aufstieg in die B-Bundesliga gelang. Er blieb dort bis 2006 im Amt. Ab 2007 betreute er UKJ Mistelbach, darunter im Spieljahr 2008/09 in der 2. Bundesliga. 2010 verließ er Mistelbach.
Miklas wurde als Jugendtrainer beim Wiener Verein Basket Flames tätig, 2013 übernahm er das Traineramt bei der Herrenmannschaft der Flames in der 2. Bundesliga. Im Dezember 2014 gab er das Cheftraineramt an seinen Assistenten Roland Schönhofer ab und arbeitete fortan als dessen Co-Trainer. Neben seinen Aufgaben im Herrenbereich war Miklas für seine jeweiligen Vereine auch stets in der Jugendarbeit tätig. Er war über 20 Jahre lang Bundesliga-Trainer, vier Jahre lang Nationaltrainer und sechs Jahre lang Juniorennationaltrainer.
Auf Verbandsebene war Miklas von 1985 bis 1988 Assistenztrainer der Nationalmannschaft sowie im Jahr 1988 für einige Monate Cheftrainer der Auswahl. Zusätzlich betreute er von 1986 bis 1991 die Jugendnationalmannschaft als Cheftrainer.
Miklas hat zahlreiche spätere Größen des österreichischen Basketballsports gefördert: Trainer Raoul Korner bezeichnete Miklas als seinen Mentor, Martin Weissenböck äußerte 2013, er habe von Miklas „viel mitnehmen können“. Auch Michael Schrittwieser und Stefan Weissenböck gehörten zu seinen Schützlingen. Neben seinen Tätigkeiten im Basketball studierte Miklas, dessen Großvater Wilhelm Bundespräsident war, Rechtswissenschaft und Verfassungsrecht, schloss das Studium aber nicht ab. Er war zeitweilig als Vermögensberater tätig.